# 1153 en santé et médecine
| Années de la santé et de la médecine : 1150 - 1151 - 1152 - 1153 - 1154 - 1155 - 1156    |
| Décennies de la santé et de la médecine : 1120 - 1130 - 1140 - 1150 - 1160 - 1170 - 1180 |

Cet article présente les faits marquants de l'année 1153 en santé et médecine.

## Fondations
- Fondation de l'hôpital Saint-Jean d'Angers[1].
- « Henri, évêque de Liège, vi[ent] consacrer à Namur une « ecclesia infirmorum extra oppidum » (église des malades située hors de la ville) qui ne peut être que la léproserie[2] ».
- 1150-1153[3] (1151[4]) : Pierre Ier, vicomte de Béarn, fonde à Ordios, entre Bordeaux et Ostabat, sur le chemin de Saint-Jacques, un hôpital de pèlerins qui fonctionnera encore en 1739.
- Vers 1153 : « la léproserie Saint-Lazare, aussi appelée Castelnau », fondée à Montpellier en 1143 par Guilhem VI, « passe sous la double autorité du seigneur de la ville et de l’évêché de Maguelone[5] ».

## Événements
- Selon l'historien Charles d'Aigrefeuille, Héracle de Montboissier, archevêque de Lyon, tombé malade sur son chemin vers Rome, se détourne pour venir se faire soigner à Montpellier[6],[7].
- Mort de Bernard de Clairvaux (° 1115) : ses guérisons relèvent du miracle et, contrairement à ce qu'a prétendu Jérôme Delanoue[8], il n'était pas chirurgien[9].

## Publication
- Gautier Agilon, De pulsibus[10]

## Personnalité
- Fl. Goduin, médecin de l'abbaye de Clairvaux[9].